# Уряд Дениса Шмигаля
Уряд Дениса Шмигаля — 21-й Кабінет Міністрів України, що було сформовано 4 березня 2020 року після відставки Уряду Олексія Гончарука.
Прем'єр-міністром призначено Дениса Шмигаля 291 голосом народних депутатів. Верховна Рада відправила уряд у відставку 16 липня 2025 року. Уряд діяв впродовж 5 років, 4 місяців і 12 днів, ставши таким чином найбільш тривалим урядом в історії України.

## Історія
3 березня 2020 року прем'єр-міністр Олексій Гончарук подав у відставку, і відповідно до українського законодавства відставка прем'єр-міністра означала автоматичну відставку уряду Гончарука. Наступного дня Гончарук був звільнений Верховною Радою (парламентом України), а його уряд був замінений урядом Шмигаля.
Перехід від уряду Гончарука в деякій місцевій пресі розглядався як тривожний. У своєму зверненні до парламенту 4 березня президент Володимир Зеленський сподівався на сильніший уряд.

### Призначення Шмигаля прем'єр-міністром
| Депутатська група (фракція)      | За  | Проти | Утрималося | Не голосувало | Відсутні |
| -------------------------------- | --- | ----- | ---------- | ------------- | -------- |
| ▌Слуга народу                    | 242 | 0     | 1          | 0             | 5        |
| ▌Опозиційна платформа — За життя | 0   | 35    | 2          | 3             | 4        |
| ▌Європейська Солідарність        | 0   | 24    | 0          | 1             | 2        |
| ▌Батьківщина                     | 0   | 0     | 20         | 1             | 3        |
| ▌За майбутнє                     | 18  | 0     | 0          | 2             | 2        |
| ▌Голос                           | 0   | 0     | 19         | 1             | 0        |
| ▌Довіра                          | 17  | 0     | 0          | 0             | 0        |
| ▌Позафракційні                   | 14  | 0     | 4          | 1             | 2        |
| Загалом (423)                    | 291 | 59    | 46         | 9             | 18       |

Після відставки Гончарука, відповідно до статті 85, 106 Конституції України та інших нормативно-правових актів, Президент України подав кандидатуру на посаду Прем'єр-міністра Дениса Шмигаля. Верховною Радою України 4 березня 2020 року було підтримано таку пропозицію і проголосовано відповідну постанову. На момент призначення Шмигаль був виконувачем обов'язків віцепрем'єр-міністра — міністра розвитку громад і територій. За його кандидатуру проголосував 291 народний депутат, а представники більшості опозиційних фракцій («Опозиційна платформа — За життя», «Європейська солідарність», «Батьківщина», «Голос») її не підтримали.
У той же день 4 березня Верховна Рада обрала персональний склад уряду.

## Події
У новому уряді розділяються такі міністерства:
- Міністерство у справах ветеранів та з питань тимчасово окупованих територій
- Міністерство культури, молоді та спорту

Першим рішенням Кабміну цього складу було рішення щодо посилення оперативного штабу у боротьбі з коронавірусом. Через сильні карантинні обмеження ряд міст України подали позов на Уряд до Київського окружного адміністративного суду.
На момент призначення уряду вакантними залишалися п'ять міністерських місць у таких міністерствах: Міністерство економічного розвитку і торгівлі, Міністерство сільського господарства, Міністерство енергетики, Міністерство культури та Міністерство освіти. Четверо міністрів залишилися на тій самій посаді, що й у попередньому уряді Гончарука: міністр цифрової трансформації Михайло Федоров, міністр юстиції Денис Малюська, міністр інфраструктури Владислав Криклій та міністр внутрішніх справ Арсен Аваков. Двоє міністрів помінялися посадами: Вадим Пристайко залишив МЗС і став віцепрем'єр-міністром з питань євроінтеграції. Протилежне зробив Дмитро Кулеба, обійнявши посаду міністра закордонних справ.
Усі міністерські посади — окрім міністрів оборони та закордонних справ, оскільки ці посади є кандидатурами президента, — були проголосовані пакетним голосуванням за підтримки 277 народних депутатів.
17 березня 2020 року Ігор Петрашко був призначений на посаду міністра економічного розвитку і торгівлі.
30 березня 2020 року Верховна Рада звільнила міністра охорони здоров'я Іллю Ємця та міністра фінансів Ігоря Уманського. В той же день на посади були призначені відповідно Сергій Марченко та Максим Степанов.
4 червня 2020 року Олександр Ткаченко був призначений на посаду міністра культури та інформаційної політики. В той же день був відправлений у відставку віце-прем'єр-міністр з питань євроінтеграції Вадим Пристайко, а на його місце була призначена Ольга Стефанішина.
Спочатку в уряді не було окремого міністра охорони навколишнього середовища (Міненерго та охорони навколишнього середовища спочатку відповідало за екологічну політику), але 19 червня 2020 року Романа Абрамовського призначили міністром охорони навколишнього середовища та природних ресурсів.
4 липня 2020 року президент Зеленський заявив, що за тиждень в уряді може з'явитися нова посада віцепрем'єр-міністра з промислової політики. 16 липня 2020 року Олега Уруського призначили віцепрем'єр-міністром, відповідальним за нове Міністерство з питань стратегічних галузей промисловості.
В уряді Гончарука (попередній уряд був створений у серпні 2019 року) міністерством, відповідальним за аграрну політику, було Міністерство економічного розвитку, торгівлі та сільського господарства. Але в січні 2020 року президент Зеленський заявив про необхідність виокремити аграрну частину цього міністерства. Коли уряд Шмигаля був сформований, міністр економічного розвитку, торгівлі та сільського господарства в уряді Гончарука Тимофій Милованов відмовився очолити щойно відновлене Міністерство сільського господарства. 9 липня 2020 року Зеленський спрогнозував, що «максимум у вересні» Україна знову матиме окремого міністра сільського господарства. 17 грудня 2020 року міністром аграрної політики та продовольства призначено Романа Лещенка.
Міністр ветеранів Сергій Бессараб подав у відставку 16 грудня 2020 року за станом здоров'я. Через два дні його замінила Юлія Лапутіна.
17 грудня 2020 року Сергій Шкарлет (т.в.о. з 25 червня) був призначений на посаду міністра освіти і науки.
29 квітня 2021 року Герман Галущенко був призначений на посаду міністра енергетики.
14 травня 2021 року міністр економічного розвитку і торгівлі Ігор Петрашко та міністр інфраструктури Владислав Криклій подали заяви про відставку. 18 травня Верховна Рада України звільнила обох. Через два дні наступником Петрашка став Олексій Любченко, який також був призначений першим віцепрем'єр-міністром, а наступником Криклія тоді ж став Олександр Кубраков.
18 травня 2021 року парламент звільнив міністра охорони здоров'я Максима Степанова. За два дні на посаду був призначений Віктор Ляшко.
12 липня 2021 року міністр внутрішніх справ Арсен Аваков подав заяву про відставку з посади міністра внутрішніх справ, через два дні відставка була прийнята парламентом. 16 липня 2021 року Денис Монастирський був призначений наступником Авакова.
Міністр захисту довкілля та природних ресурсів Роман Абрамовський, віцепрем'єр-міністр — міністр стратегічних галузей промисловості Олег Уруський, міністр оборони Андрій Таран та перший віцепрем'єр-міністр — міністр економіки Олексій Любченко були звільнені парламентом 3 листопада 2021 року. Наступного дня їх замінили відповідно Руслан Стрілець (як т.в.о., міністром призначений лише 14 квітня 2022 року), Павло Рябікін (але вже без статусу віцепрем'єра), Олексій Резніков та Юлія Свириденко.
Тоді ж, 4 листопада, залишену Резніковим посаду віцепрем'єр-міністра — міністра реінтеграції тимчасово окупованих територій отримала Ірина Верещук.
24 березня 2022 міністр аграрної політики і продовольства Роман Лещенко був звільнений парламентом відповідно до його заяви через стан здоров'я. Його наступником у той же день був призначений Микола Сольський.
15 липня 2022 року міністерка соціальної політики Марина Лазебна подала заяву про відставку. 18 липня відставка була підтримана парламентом. Наступного дня новою міністеркою стала Оксана Жолнович.
3 листопада 2022 року міністр розвитку громад і територій Олексій Чернишов був звільнений парламентом у зв'язку з переходом на посаду голови правління НАК Нафтогаз. Його міністерство було вирішено об'єднати з міністерством інфраструктури.
1 грудня 2022 року міністр інфраструктури Олександр Кубраков став віцепрем'єр-міністром з відновлення України — міністром розвитку громад, територій та інфраструктури.
18 січня 2023 року в авіакатастрофі у Броварах загинув міністр внутрішніх справ Денис Монастирський. Його наступником став Ігор Клименко, призначений урядом т.в.о. в той же день і проголосований парламентом міністром 7 лютого.
18 березня 2023 року міністр освіти і науки Сергій Шкарлет подав у відставку. 20 березня Верховна Рада України звільнила його з посади. Наступного дня міністром був призначений Оксен Лісовий. В той же день віцепрем'єр-міністр — міністр цифрової трансформації Михайло Федоров отримав нову посаду віцепрем'єр-міністра з інновацій, розвитку освіти, науки та технологій — міністра цифрової трансформації.
20 березня 2023 року міністр стратегічних галузей промисловості Павло Рябікін був відправлений у відставку парламентом. Наступного дня його місце посів Олександр Камишін.
27 липня 2023 року міністр культури та інформаційної політики Олександр Ткаченко був звільнений парламентом.
4 вересня 2023 року міністр оборони Олексій Резніков подав у відставку, яка була прийнята парламентом наступного дня. 6 вересня новим міністром став Рустем Умєров.
8 листопада 2023 року міністр молоді та спорту Вадим Гутцайт подав у відставку. Верховна Рада звільнила його наступного дня.
5 лютого 2024 року міністерка ветеранів Юлія Лапутіна подала у відставку. За два дні Верховна Рада звільнила її, піддавши нищівній критиці позаочі.
9 травня 2024 року віцепрем'єр-міністр з відновлення України — міністр розвитку громад, територій та інфраструктури Олександр Кубраков був звільнений парламентом з посади. У той же день було звільнено з посади й міністра аграрної політики та продовольства Миколу Сольського, який подав заяву про відставку 25 квітня на тлі звинувачень від НАБУ щодо незаконного привласнення ним землі у 2017—2018 роках.
4 вересня 2024 року парламент підтримав заяви про відставку від міністра з питань стратегічних галузей промисловості Олександра Камишіна, віце-прем'єр-міністра з питань європейської та євроатлантичної інтеграції Ольги Стефанішиної, міністра захисту довкілля та природних ресурсів Руслана Стрільця та міністра юстиції Дениса Малюськи.
5 вересня 2024 року парламент підтримав заяви про відставку від міністра закордонних справ України Дмитра Кулеби та віцепрем'єр-міністра — міністерки з питань реінтеграції тимчасово окупованих територій Ірини Верещук. У той же день парламент призначив:
- Ольгу Стефанішину — віце-прем'єр-міністром з питань європейської і євроатлантичної інтеграції — міністеркою юстиції;
- Олексія Кулебу — віце-прем’єр-міністром з відновлення України – міністром розвитку громад та територій;
- Світлану Гринчук — міністеркою захисту довкілля та природних ресурсів;
- Матвія Бідного — міністром молоді та спорту;
- Миколу Точицького —  міністром культури та стратегічних комунікацій;
- Наталію Калмикову — міністеркою у справах ветеранів;
- Германа Сметаніна — міністром з питань стратегічних галузей промисловості;
- Віталія Коваля — міністром аграрної політики та продовольства;
- Андрія Сибігу — міністром закордонних справ.[10]

3 грудня 2024 року Олексій Чернишов був призначений на посаду віцепрем'єр-міністра — міністра національної єдності України .

## Склад
| Посада | Фото                            | Міністр                                                                                               | Час на посаді |
| --- | ------------------------------- | --- | --- |
| Прем'єр-міністр                                                                                               |                                 | Шмигаль Денис Анатолійович                                                                            | 4 березня 2020 — 16 липня 2025 |
| Віцепрем'єр-міністри                                                                                          |                                 | | |
| Перший віцепрем'єр-міністр (Міністр економіки)                                                                |                                 | Любченко Олексій Миколайович                                                                          | 20 травня — 3 листопада 2021 |
| Перший віцепрем'єр-міністр (Міністр економіки)                                                                |                                 | Свириденко Юлія Анатоліївна                                                                           | 4 листопада 2021 — 16 липня 2025 |
| Віцепрем'єр-міністр з питань європейської і євроатлантичної інтеграції                                        |                                 | Пристайко Вадим Володимирович                                                                         | 4 березня — 4 червня 2020 |
| Віцепрем'єр-міністр з питань європейської і євроатлантичної інтеграції                                        |                                 | Стефанішина Ольга Віталіївна                                                                          | 4 червня 2020 — 4 вересня 2024 з 5 вересня 2024                                                                                                  |
| Віцепрем'єр-міністр з відновлення (Міністр розвитку громад, територій та інфраструктури)                      |                                 | Кубраков Олександр Миколайович                                                                        | 1 грудня 2022 — 9 травня 2024 |
| Віцепрем'єр-міністр з відновлення (Міністр розвитку громад, територій та інфраструктури)                      |                                 | Кулеба Олексій Володимирович                                                                          | 5 вересня 2024 — 16 липня 2025 |
| Посада перейменована Віцепрем'єр-міністр (Міністр з питань реінтеграції тимчасово окупованих територій)       |                                 | Резніков Олексій Юрійович                                                                             | 4 березня 2020 — 3 листопада 2021 |
| Посада перейменована Віцепрем'єр-міністр (Міністр з питань реінтеграції тимчасово окупованих територій)       |                                 | Верещук Ірина Андріївна                                                                               | 4 листопада 2021 — 5 вересня 2024 |
| Віцепрем'єр-міністр (Міністр національної єдності України)                                                    |                                 | Чернишов Олексій Михайлович                                                                           | 3 грудня 2024 — 16 липня 2025 |
| Віцепрем'єр-міністр                                                                                           |                                 | Федоров Михайло Альбертович (Міністр цифрової трансформації)                                          | 4 березня 2020 — 20 березня 2023 |
| Віцепрем'єр-міністр з інновацій, розвитку освіти, науки та технологій                                         | 21 березня 2023 — 16 липня 2025 | Федоров Михайло Альбертович (Міністр цифрової трансформації)                                          | |
| Посада ліквідована Віцепрем'єр-міністр (Міністр з питань стратегічних галузей промисловості)                  |                                 | Уруський Олег Семенович                                                                               | 16 липня 2020 — 3 листопада 2021 |
| Міністри |                                 | | |
| Міністр аграрної політики та продовольства                                                                    |                                 | Лещенко Роман Миколайович                                                                             | 17 грудня 2020 — 24 березня 2022 |
| Міністр аграрної політики та продовольства                                                                    |                                 | Сольський Микола Тарасович                                                                            | 24 березня 2022 — 9 травня 2024 |
| Міністр аграрної політики та продовольства                                                                    |                                 | Висоцький Тарас Миколайович (в. о.)                                                                   | 9 травня 2024 — 5 вересня 2024 |
| Міністр аграрної політики та продовольства                                                                    |                                 | Коваль Віталій Станіславович                                                                          | 5 вересня 2024 — 16 липня 2025 |
| Міністр внутрішніх справ                                                                                      |                                 | Аваков Арсен Борисович                                                                                | 4 березня 2020 — 15 липня 2021 |
| Міністр внутрішніх справ                                                                                      |                                 | Монастирський Денис Анатолійович                                                                      | 16 липня 2021 — 18 січня 2023 |
| Міністр внутрішніх справ                                                                                      |                                 | Клименко Ігор Володимирович                                                                           | 18 січня — 7 лютого 2023 (в. о.) з 7 лютого 2023                                                                                                 |
| Міністр економіки (Перший віцепрем'єр-міністр)                                                                |                                 | Любченко Олексій Миколайович                                                                          | 20 травня — 3 листопада 2021 |
| Міністр економіки (Перший віцепрем'єр-міністр)                                                                |                                 | Свириденко Юлія Анатоліївна                                                                           | 4 листопада 2021 — 16 липня 2025 |
| Міністр енергетики                                                                                            |                                 | Буславець Ольга Анатоліївна (в. о.)                                                                   | 3 червня — 20 листопада 2020 |
| Міністр енергетики                                                                                            |                                 | Бойко Юрій Миколайович (в. о.)                                                                        | 20 листопада — 21 грудня 2020 29 квітня 2021 |
| Міністр енергетики                                                                                            |                                 | Вітренко Юрій Юрійович (в. о.)                                                                        | 22 грудня 2020 — 28 квітня 2021 |
| Міністр енергетики                                                                                            |                                 | Галущенко Герман Валерійович                                                                          | 29 квітня 2021 — 16 липня 2025 |
| Посада ліквідована Міністр енергетики та захисту довкілля України                                             |                                 | Шубін Віталій Миколайович (в. о.)                                                                     | 10 березня — 16 квітня 2020 |
| Посада ліквідована Міністр енергетики та захисту довкілля України                                             |                                 | Буславець Ольга Анатоліївна (в. о.)                                                                   | 16 квітня — 3 червня 2020 |
| Міністр закордонних справ                                                                                     |                                 | Кулеба Дмитро Іванович                                                                                | 4 березня 2020 — 5 вересня 2024 |
| Міністр закордонних справ                                                                                     |                                 | Сибіга Андрій Іванович                                                                                | 5 вересня 2024 — 16 липня 2025 |
| Міністр захисту довкілля та природних ресурсів                                                                |                                 | Абрамовський Роман Романович                                                                          | 19 червня 2020 — 3 листопада 2021 |
| Міністр захисту довкілля та природних ресурсів                                                                |                                 | Стрілець Руслан Олександрович                                                                         | 4 листопада 2021 — 15 квітня 2022 (в. о.) 15 квітня 2022 — 5 вересня 2024                                                                        |
| Міністр захисту довкілля та природних ресурсів                                                                |                                 | Гринчук Світлана Василівна                                                                            | 5 вересня 2024 — 16 липня 2025 |
| Посада перейменована Міністр з питань реінтеграції тимчасово окупованих територій                             |                                 | Резніков Олексій Юрійович (Віцепрем'єр-міністр)                                                       | 4 березня 2020 — 3 листопада 2021 |
| Посада перейменована Міністр з питань реінтеграції тимчасово окупованих територій                             |                                 | Верещук Ірина Андріївна (Віцепрем'єр-міністр)                                                         | 4 листопада 2021 — 5 вересня 2024 |
| Посада перейменована Міністр з питань реінтеграції тимчасово окупованих територій                             |                                 | Стельмах Анатолій Юрійович (в. о.)                                                                    | 6 вересня — 3 грудня 2024 |
| Міністр національної єдності                                                                                  |                                 | Чернишов Олексій Михайлович (Віцепрем'єр-міністр)                                                     | 3 грудня 2024 — 16 липня 2025 |
| Міністр з питань стратегічних галузей промисловості                                                           |                                 | Уруський Олег Семенович (також Віцепрем'єр-міністр)                                                   | 16 липня 2020 — 3 листопада 2021 |
| Міністр з питань стратегічних галузей промисловості                                                           |                                 | Рябікін Павло Борисович                                                                               | 4 листопада 2021 — 20 березня 2023 |
| Міністр з питань стратегічних галузей промисловості                                                           |                                 | Камишін Олександр Миколайович                                                                         | 21 березня 2023 — 4 вересня 2024 |
| Міністр з питань стратегічних галузей промисловості                                                           |                                 | Сметанін Герман Володимирович                                                                         | 5 вересня 2024 — 16 липня 2025 |
| Посада ліквідована Міністр інфраструктури                                                                     |                                 | Криклій Владислав Артурович                                                                           | 4 березня 2020 — 18 травня 2021 |
| Посада ліквідована Міністр інфраструктури                                                                     |                                 | Кубраков Олександр Миколайович                                                                        | 20 травня 2021 — 1 грудня 2022 |
| Посада ліквідована Міністр культури, молоді та спорту                                                         |                                 | Максимчук Анатолій Олександрович (в. о.)                                                              | 4 — 10 березня 2020 |
| Посада ліквідована Міністр культури, молоді та спорту                                                         |                                 | Фоменко Світлана Валеріївна (в. о.)                                                                   | 10 — 29 березня 2020 |
| Посада перейменована Міністр культури та інформаційної політики                                               |                                 | Фоменко Світлана Валеріївна (в. о.)                                                                   | 29 березня — 10 червня 2020 |
| Посада перейменована Міністр культури та інформаційної політики                                               |                                 | Ткаченко Олександр Владиславович                                                                      | 4 червня 2020 — 27 липня 2023 |
| Посада перейменована Міністр культури та інформаційної політики                                               |                                 | Карандєєв Ростислав Володимирович (в. о.)                                                             | 28 липня 2023 — 5 вересня 2024 |
| Міністр культури та стратегічних комунікацій                                                                  |                                 | Точицький Микола Станіславович                                                                        | 5 вересня 2024 — 16 липня 2025 |
| Міністр молоді і спорту                                                                                       |                                 | Гутцайт Вадим Маркович                                                                                | 4 березня 2020 — 9 листопада 2023 |
| Міністр молоді і спорту                                                                                       |                                 | Бідний Матвій Вікторович                                                                              | 9 листопада 2023 — 5 вересня 2024 (в. о.) з 5 вересня 2024                                                                                       |
| Міністр оборони                                                                                               |                                 | Таран Андрій Васильович                                                                               | 4 березня 2020 — 3 листопада 2021 |
| Міністр оборони                                                                                               |                                 | Резніков Олексій Юрійович                                                                             | 4 листопада 2021 — 5 вересня 2023 |
| Міністр оборони                                                                                               |                                 | Умєров Рустем Енверович                                                                               | 6 вересня 2023 — 16 липня 2025 |
| Міністр освіти і науки                                                                                        |                                 | Полюхович Юрій Юрійович (в. о.)                                                                       | 10 — 25 березня 2020 |
| Міністр освіти і науки                                                                                        |                                 | Мандзій Любомира Степанівна (в. о.)                                                                   | 25 березня — 25 червня 2020 |
| Міністр освіти і науки                                                                                        |                                 | Шкарлет Сергій Миколайович                                                                            | 25 червня — 17 грудня 2020 (в. о.) 17 грудня 2020 — 20 березня 2023                                                                              |
| Міністр освіти і науки                                                                                        |                                 | Лісовий Оксен Васильович                                                                              | 21 березня 2023 — 16 липня 2025 |
| Міністр охорони здоров'я                                                                                      |                                 | Ємець Ілля Миколайович                                                                                | 4 — 30 березня 2020 |
| Міністр охорони здоров'я                                                                                      |                                 | Степанов Максим Володимирович                                                                         | 30 березня 2020 — 18 травня 2021 |
| Міністр охорони здоров'я                                                                                      |                                 | Садов'як Ірина Дмитрівна (в. о.)                                                                      | 18—20 травня 2021 |
| Міністр охорони здоров'я                                                                                      |                                 | Ляшко Віктор Кирилович                                                                                | 20 травня 2021 — 16 липня 2025 |
| Міністр розвитку громад і територій                                                                           |                                 | Чернишов Олексій Михайлович                                                                           | 4 березня 2020 — 3 листопада 2022 |
| Міністр розвитку громад і територій                                                                           |                                 | Лозинський Василь Миронович (в. о.)                                                                   | 4 листопада 2022 — 9 грудня 2022 |
| Міністр розвитку громад і територій                                                                           |                                 | Кулеба Олексій Володимирович                                                                          | 5 вересня 2024 — 16 липня 2025 |
| Посада перейменована Міністр розвитку громад, територій та інфраструктури (Віцепрем'єр-міністр з відновлення) |                                 | Кубраков Олександр Миколайович                                                                        | 1 грудня 2022 — 9 травня 2024 |
| Посада перейменована Міністр розвитку громад, територій та інфраструктури (Віцепрем'єр-міністр з відновлення) |                                 | Шкураков Василь Олександрович (в. о.)                                                                 | 9 травня 2024 — 5 вересня 2024 |
| Посада ліквідована Міністр розвитку економіки, торгівлі та сільського господарства                            |                                 | Кухта Павло Андрійович (в. о.)                                                                        | 10 — 18 березня 2020 |
| Посада ліквідована Міністр розвитку економіки, торгівлі та сільського господарства                            |                                 | Петрашко Ігор Ростиславович                                                                           | 17 березня 2020 — 18 травня 2021 |
| Посада ліквідована Міністр розвитку економіки, торгівлі та сільського господарства                            |                                 | Новікова Ірина Юріївна (в. о.)                                                                        | 19 — 21 травня 2021 |
| Міністр соціальної політики                                                                                   |                                 | Лазебна Марина Володимирівна                                                                          | 4 березня 2020 — 18 липня 2022 |
| Міністр соціальної політики                                                                                   |                                 | Жолнович Оксана Іванівна                                                                              | 19 липня 2022 — 16 липня 2025 |
| Міністр у справах ветеранів                                                                                   |                                 | Бессараб Сергій Борисович                                                                             | 4 березня — 16 грудня 2020 |
| Міністр у справах ветеранів                                                                                   |                                 | Лапутіна Юлія Анатоліївна                                                                             | 18 грудня 2020 — 7 лютого 2024 |
| Міністр у справах ветеранів                                                                                   |                                 | Порхун Олександр Володимирович (в. о.)                                                                | 9 лютого — 5 вересня 2024 |
| Міністр у справах ветеранів                                                                                   |                                 | Калмикова Наталія Фернандівна                                                                         | 5 вересня 2024 — 16 липня 2025 |
| Міністр фінансів                                                                                              |                                 | Уманський Ігор Іванович                                                                               | 4 — 30 березня 2020 |
| Міністр фінансів                                                                                              |                                 | Марченко Сергій Михайлович                                                                            | 30 березня 2020 — 16 липня 2025 |
| Міністр цифрової трансформації                                                                                |                                 | Федоров Михайло Альбертович                                                                           | 4 березня 2020 — 20 березня 2023 (Віцепрем'єр-міністр) з 21 березня 2023 (Віцепрем'єр-міністр з інновацій, розвитку освіти, науки та технологій) |
| Міністр юстиції                                                                                               |                                 | Малюська Денис Леонтійович                                                                            | 4 березня 2020 — 4 вересня 2024 |
| Міністр юстиції                                                                                               |                                 | Стефанішина Ольга Віталіївна (Віцепрем'єр-міністр з питань європейської і євроатлантичної інтеграції) | 5 вересня 2024 — 16 липня 2025 |
| Міністр Кабінету міністрів                                                                                    |                                 | Немчінов Олег Миколайович                                                                             | 4 березня 2020 — 16 липня 2025 |

## Критика

### Податкова і митна служби
2 квітня 2020 року ексміністр фінансів Ігор Уманський звинуватив голову Державної митної служби Максима Нефьодова і голову Державної податкової служби Сергія Верланова в тому, що через їхню бездіяльність державний бюджет України щомісяця недоотримує 5 млрд грн. Зокрема, він зазначив, що про ці факти він повідомив Прем'єр-міністра Дениса Шмигаля:
|  | Я приходжу до нього, показую: «Дивіться, ми тут зараз плюшками бавимось, а ось — інформація по кожному місяцю, і це тільки на „скрутках“ з ПДВ. Це в середньому 5 мільярдів на місяць недоотримує бюджет». Як тільки я прийшов в Мінфін, мені швидко з усіх боків почали зливати інформацію — з розшифровками, по компаніям, за сумами. Де стартують, через кого проганяють, де виводять. І 5 мільярдів — це тільки по ПДВ! Клименко з Януковичем дивляться і кажуть: «Блін, а що, так можна було?». |

24 квітня 2020 року Нефьодов і Верланов були звільнені.

### Нецільове використання коштів
У квітні 2020 року Урядом був створений Фонд боротьби з коронавірусною хворобою COVID-19, на який виділено 66 млрд грн.
У липні 2020 року Уряд 35 млрд з вказаного фонду виділив на ремонт доріг.

### Податкова політика
Податкова політика уряду Шмигаля викликала критику з боку громадянського суспільства. Зокрема:
- розробка закону № 466 (№ 1210) «Про внесення змін до Податкового кодексу України щодо удосконалення адміністрування податків, усунення технічних і логічних неузгодженостей в податковому законодавстві», який активісти руху Save ФОП назвали «податковим терором»[99][100];
- розробка проєкту закону № 5600, який значно збільшить податки з продажу житла та землі[101];
- розробка проєкту закону № 4184, який, зокрема, зобов'яже інтернет-гігантів, які працюють в Україні, додатково сплачувати ПДВ до українського державного бюджету[102].

### Скандал щодо виділення грошей на серіал «СМТ Інгулець»
18 липня 2023 року на сайті державних закупівель Prozorro зʼявилася інформація про виділення 33,6 млн грн на розробку серіалу «СМТ Інгулець» продюсера Юрія Горбунова, що викликало бурхливу негативну реакцію в суспільстві
На тлі скандалу Горбунов відмовився від державного фінансування.
27 липня Міністр культури та інформаційної політики Олександр Ткаченко був відправлений у відставку.

## Податкові ініціативи
На початку 2023 року премʼєр-міністр Денис Шмигаль спільно з головую комітету ВРУ з питань фінансів, податкової та митної політики Данилом Гетманцевим, подали проект Закону України № 8401 «Про внесення змін до Податкового кодексу України та інших законів України щодо особливостей оподаткування у період дії воєнного стану», яким, зокрема, відновили обов'язковість введення РРО та перевірки бізнесу під час війни РФ проти України.
30 червня Верховна рада України прийняла законопроєкт №8401.
26 липня Президент України підписав законопроєкт №8401.

## Колапс медичної системи
16 листопада 2020 р. прем'єр-міністр як головну мету назвав недопущення колапсу медичної системи. Разом з тим ЗМІ повідомляють про смерті людей від коронавірусу внаслідок неотримання медичної допомоги. Зокрема йдеться про нестачу у лікарнях кисневих концентраторів, відмову лікарень госпіталізувати людей з важкими симптомами через нестачу місць і навіть про померлих, які годинами лежать у палатах тощо. За даними системи Prozorro, станом на 16 листопада 2020 від січня було придбано 9 тисяч кисневих концентраторів на 503 млн грн.
29 листопада 2020 р. міністр охорони здоров'я Степанов виявив випадок некоректного ведення статистики в обласній клінічній лікарні ім. О. Ф. Гербачевського:
|  | Виявилося, що в статистику потрапляють начебто “вільні” кисневі точки, однак вони розташовані у відділеннях, які не відведені під лікування COVID-19, наприклад, реанімаційних, де лікуються хворі з інфарктами або інсультами. |